# Уилям Брус
Уилям Спийрс Брус (на английски: William Speirs Bruce) е шотландски полярен изследовател, океанолог.

## Произход и ранни години (1867 – 1892)
Роден е на 1 август 1867 г. в Лондон, Англия, като четвърто дете в семейството на шотландски лекар. Прекарва детството си в Лондон, като до 12-годишна възраст се възпитава и обучава вкъщи от частни учители. От 1879 до 1885 г. учи и завършва средното си образование в училище в Норфолк. От 1885 до 1887 г. продължава обучението си в медицинско училище (колеж). През лятото на 1887 г. се премества в Единбург, където се записва и изкарва шестседмични курсове по природни науки, след което започва научна дейност в медицинското училище към Единбургския университет. В същото време посещава и научните лаборатории в университета, където по това време се анализират и систематизират материалите от океанографската експедиция на кораба „Чалънджър“.

## Изследователска дейност (1892 – 1917)
През 1892 – 1893 г. се включва в екипажа на китоловна флотилия и извършва океанографски изследвания в северозападната част на море Уедъл. Той първи измерва температурата на водата на различна дълбочина със специален дълбоководен обръщащ се термометър.
През 1903 – 1904 г. на кораба „Скотия“ изследва североизточната част на морето и флората и фауната на Южните Оркнейски о-ви.
В средата на януари 1903 г. на остров Лори от Южните Оркнейски о-ви е построена хидрометеорологична станция, която през следващата година е предадена на Аржентина. Тази станция оттогава действа непрекъснато и има най-дългия период от наблюдения в Антарктика.
От островите „Скотия“ се насочва на юг и през февруари 1903 г. достига до 70°25′ ю. ш. 17°12′ з. д. / 70.416667° ю. ш. 17.2° з. д., където корабът е спрян от непроходими ледове. През следващата година щастието се усмихва на шотландците. Ледовете в море Уедъл са много по-малко и корабът прониква далеч на юг. На 3 март 1904 г., на 72°25′ ю. ш. 17°27′ з. д. / 72.416667° ю. ш. 17.45° з. д., участниците в експедицията виждат гигантска ледена бариера, покрай която „Скотия“ плава на юг до 74º 01` ю.ш. Леденият бряг, простиращ се зад бариерата на юг, е наименуван Земя Котс, в чест на братята Джеймс и Андре Котс, оказали финансова помощ на Брус. Забележителното за тази експедиция е, че по време на плаването се заснема първият документален филм в света – в конкретния случай за Антарктида.
През 1915 – 1916 г. извършва океанографски изследвания (отново на китоловен кораб) около Шпицберген, а през 1917 – около Сейшелските о-ви.

## Смърт (1921)
Умира на 28 октомври 1921 г. в Единбург след продължително боледуване на 54-годишна възраст.

## Памет
Неговото име носи нос (80°57′ с. ш. 50°54′ и. д. / 80.95° с. ш. 50.9° и. д.) на северното крайбрежие на остров Земя Джордж в архипелага Земя на Франц Йосиф.